# Шутов, Вадим Евгеньевич
Вади́м Евге́ньевич Шу́тов (3 августа 1939 года, Москва) — советский и российский ученый в области теоретических и экспериментальных исследований прочности и устойчивости конструкций транспорта и хранения нефти и газа. Доктор технических наук, профессор, автор более 136 фундаментальных научных монографий и учебно-методических работ.

## Биография
Шутов Вадим Евгеньевич родился 3 августа 1939 года в Москве в семье художников Государственного Академического Большого Театра СССР Шутовых Евгения Михайловича и Анны Михайловны. В 1957 году окончил среднюю № 628 и спортивную школы Москворецкого района г. Москвы.
В том же году поступил и успешно закончил МНИ им. И. М. Губкина (в настоящее время РГУ нефти и газа им. И. М. Губкина) по специальности «Машины и аппараты химических производств» и работал по распределению мастером СМУ-74 Минмонтажспецстроя СССР на строительстве нефтеперерабатывающего завода в Капотне. в 1967 году после окончания аспирантуры защитил кандидатскую диссертацию на тему «Исследование напряженного состояния стальных вертикальных цилиндрических резервуаров большой ёмкости под действием ветровой нагрузки», на Ученом Совете МИНХиГП им. И. М. Губкина.
В 1983 году защитил докторскую диссертацию на тему «Оптимизация резервуарных конструкций для хранения нефтепродуктов», МИНХиГП им. И. М. Губкина.
С 1968 года преподавал в высших учебных заведениях:
- РГУ нефти и газа им. И. М. Губкина. Начинал работу в 1968 году как младший научный сотрудник и ассистент. Далее, c 1969 года старшим преподавателем, c 1972 доцентом, и позднее с 1985 года в должности профессора. Возглавлял кафедру сооружения газонефтепроводов и хранилищ с 1991 по 1996 год.
- Алжирский национальный институт нефти и газа. С 1972 по 1978 года читал лекции на французском языке по дисциплинам: «Сооружение насосных и компрессорных станций»; «Сооружение магистральных трубопроводов»; «Строительное дело». Подготовил учебные пособия по этим курсам.

С 1992 года является членом диссертационного совета и экспертного совета концерна «Нефтегазстрой».
Подготовил 13 кандидатов технических наук.
Был членом научно-технического совета Миннефтегазстроя СССР, ученого совета ГАНГ им. И. М. Губкина. Является членом ученого совета РГУ нефти и газа им. И. М. Губкина.
За многолетнюю деятельность по подготовке специалистов для нефтегазовых отраслей народного хозяйства, достижения в науке и внедрения их в учебный процесс был награждён Почетными грамотами МИНВУЗа СССР, Миннефтегазстроя СССР, премией Гособразования СССР, серебряной медалью ВДНХ.

## Научная деятельность
Теоретические и экспериментальные исследования несущей способности конструкций транспорта и хранения нефти и газа по следующим направлениям:
- Прочность и устойчивость стальных вертикальных цилиндрических резервуаров при действии ветровой нагрузки при производстве строительно-монтажных работ и в процессе эксплуатации
- Обеспечение устойчивого положения газонефтепроводов и хранилищ на вечномерзлых грунтах
- Исследования для получения реальной модели стресскоррозионного разрушения стали магистральных газопроводов в процессе их эксплуатации
- Создание новых технологий по реконструкции изношенных стальных оболочек газонефтепроводов на основе использования высокопрочных и коррозионностойких полимерных материалов, армированных стекловолокном
- Моделирование строительных конструкций для транспорта и хранения нефти и газа
- Теоретические исследования при разработке экологически чистых технологий строительства и расчета технологических параметров сооружения подводных переходов магистральных трубопроводов под дном водоемов методом направленного бурения
- Разработка и создании конструкции машины нового поколения при бесподъемным способе укладки магистральных трубопроводов в траншею
- Разработка и внедрение конструкций анкерных устройств для обеспечения устойчивого положения в траншее магистрального газопровода «Уренгой — Помары — Ужгород» и др.

## Научные публикации и учебники
Является автором более 136 фундаментальных научных и учебно-методических работ (составляющих основу для подготовки специалистов по профильным направлениям нефтегазовых ВУЗов), последние из которых:
Монографии:
- Колебания систем трубопроводного транспорта нефти и газа: М,: «Недра», 2009 год. 248 с., 600 экз.
- Резервуары для хранения нефти, нефтепродуктов и сжиженных газов: М.: «Недра», 1999 год. 366с., 500 экз.
- Морские трубопроводы: М.: «Недра», 2001 год. 131 с.,500 экз.
- Прочность и устойчивость резервуаров и трубопроводов: М.: «Недра», 1973 год. 198 с., 500 экз.
- Безопасность эксплуатации газонаполнительных станций: М.:"Страховое ревю", 2008 год. 158 с. и мн. др., 700 экз.

Учебники:
- Строительные конструкции.-М. ООО «Недра -Бизнесцентр»,2006.-422 с., 500 экз.
- Механика грунтов.-М."Лори",2003- 128 с., 1000 экз.

Учебные пособия:
- Определение физико- механических свойств грунтов. М. ФТПУ «Нефть и газ» РГУ нефти и газа им И. М. Губкина, 2004 год. 182 с., 300 экз.
- Определение физико- механических свойств строительных материалов. М. ФТПУ «Нефть и газ» РГУ нефти и газа им И. М. Губкина, М., 2004 год 176 с., 300 экз.
- Сборник задач по курсу «Строительные конструкции» М. ФТПУ «Нефть и газ» РГУ нефти и газа им И. М. Губкина, 2011 год. 137 с., 600 экз. мн. др.

## Прочее
- Прочность и устойчивость резервуаров и трубопроводов. Шутов В. Е., Березин В. Л., М., «Недра», 1973, 200с., 3300 экз.
- Механика грунтов. Шутов В. Е., Васильев Г. Г. Прохоров А. Д. М.: Недра, 2001. 224 с. 500 экз.
- Механика грунтов. Шутов В. Е., Васильев Г. Г., Горяинов Ю. А., Прохоров А. Д., М.: Лори, 2003. 136 с. 500 экз.
- Сборник задач по курсу «Строительные конструкции и комплектно-блочное строительство» Шутов В. Е. М.: МИНГ, 1991. 85 с. 600 экз.
- Механика грунтов в трубопроводном строительстве. М.: Шутов В. Е., Орехов В. В. РГУ нефти и газа, 2001. 79 с
- Определение физико-механических свойств строительных материалов. Шутов В. Е., Пирожков В. Г., Сенцов С. И., Володченкова О. Ю. М.: РГУ нефти и газа, 2004. 70 с. 300 экз. Учебное пособие с грифом УМО НГО.
- Определение физико-механических свойств грунтов. Шутов В. Е., Пирожков В. Г., Сенцов С. И., Володченкова О. Ю. М.: РГУ нефти и газа, 2004. 81 с. 300 экз. Учебное пособие с грифом УМО НГО
- Определение величины усадочных напряжений на границе клеевого покрытия и поверхности трубопровода. Магистральные и промысловые трубопроводы: проектирование, строительство, эксплуатация, ремонт. Научно-технический сборник № 2, 2003 г.
- Анализ аварий и отказов технологических объектов ГНС и структурная схема их безопасной эксплуатации. Шутов В. Е. Осипенко Ю. Г. Издательство «Газоил пресс» № 3, Москва, 2005 г.
- Механизм осадки опор под надземными трубопроводами в процессе их эксплуатации. Шутов В. Е., Недопад И. Магистральные и промысловые трубопроводы: проектирование, строительство, эксплуатация и ремонт. Научно-технический сборник № 1, 2005 г.
- Составы клеевых соединений, используемых для восстановления изношенных конструкций магистральных трубопроводов, и их прочностные свойства. Шутов В. Е. Магистральные и промысловые трубопроводы: проектирование, строительство, эксплуатация, ремонт. Научно-технический сборник № 1, 2003 г.
- Патент 0049451. Резервуар для хранения нефтепродуктов 05.12.1975 г. Шутов В. Е., Копейкин Ю. Д., Сафарян М. К., Щербаков А. Г.